# 五年霊組こわいもの係
『五年霊組こわいもの係』（ごねんれいくみこわいものがかり）は、床丸迷人による児童文学作品。挿絵は浜弓場双。
第1回角川つばさ文庫小説賞において大賞を受賞した『四年霊組こわいもの係』の後継作である。

## 登場人物
豊川友花（とよかわ ともか）
第45代目こわいもの係。昨年に引き続きこわいもの係に。摩訶不思議事件を仲間たちと解決する。

三木麗子（みき れいこ）
第43代こわいもの係。6年生で2年前のこわいもの係。成績優秀、ピアノが得意。お嬢様。